# Felsenkeller (Odenthal-Altenberg)

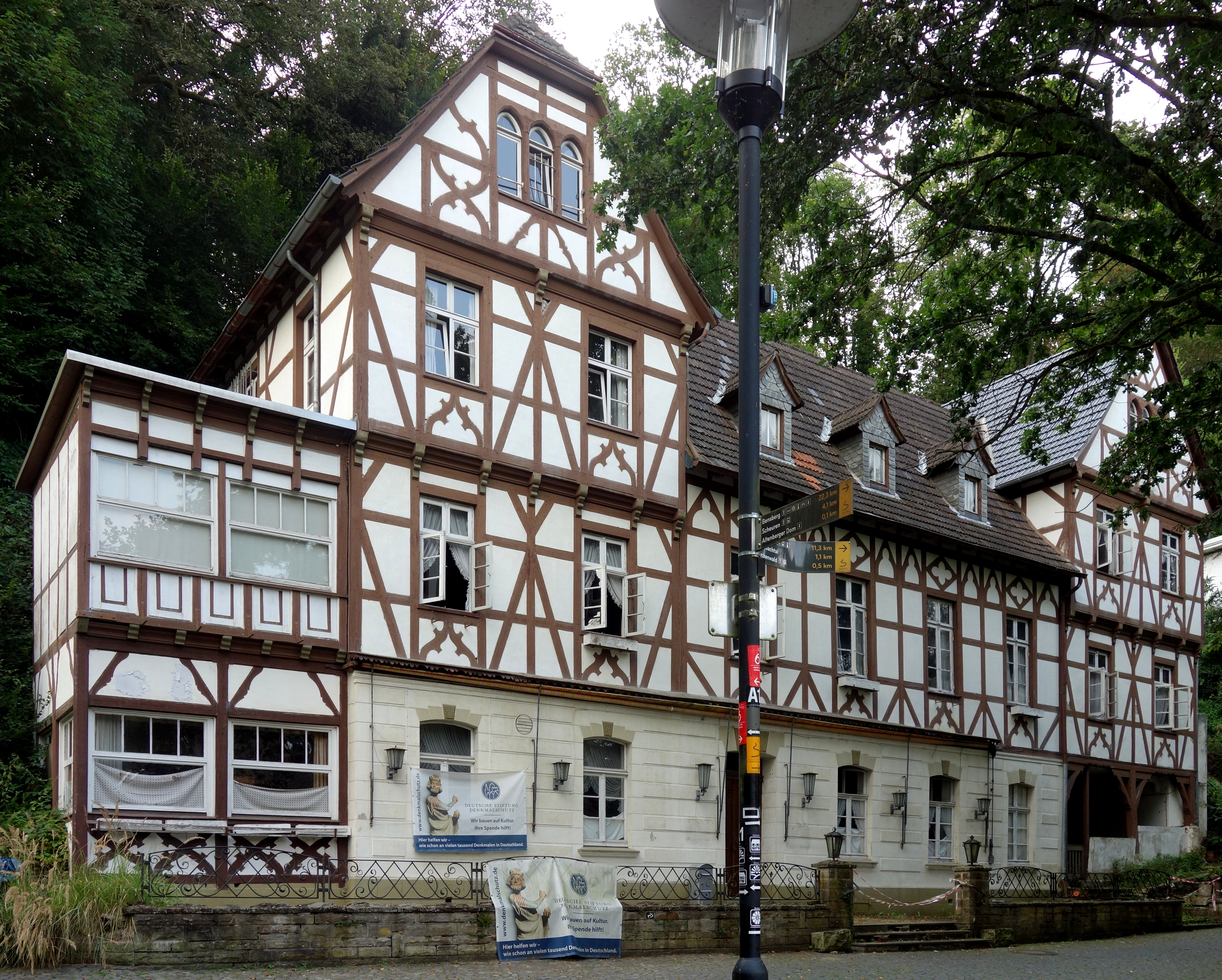
Felsenkeller (Zustand August 2024)

Der Felsenkeller ist ein ehemaliges Ausflugslokal in dem nördlich gelegenen Ortsteil Altenberg der Gemeinde Odenthal im Rheinisch-Bergischen Kreis.
Als Zeugnis des beginnenden Tourismus in Altenberg wurde das Gebäude am 13. Februar 1985 unter Denkmalschutz gestellt.

## Geschichte
Um 1900 ließ Robert Keller senior, ein Autodidakt als Steinmetz, Schmied, Maler, Literat und Kunstsammler, gegenüber der ehemaligen Hauptzufahrt zum Kloster Altenberg auf dem Grundriss eines schon damals als Gaststätte und Hotel genutzten Vorgängerbaus das Ausflugslokal und Hotel Felsenkeller bauen. Das Gebäude steht in engem Zusammenhang mit der von den Preußen unterstützten Restaurierung des Altenberger Doms.
Schriften
Robert Keller, Altenberg und seine Merkwürdigkeiten (1882)
Robert Keller, Die St. Markus Kapelle zu Altenberg (1895)
Robert Keller, Die Erbericher alte Burg bei Altenberg (1895)

Werkverzeichnis als bildender Künstler
Das Kloster Altenberg nach einer Zeichnung von Plönnies. 1715
(Querformat 42 cm × 28 cm)
Das Schloß ter Burgh nach einer Zeichnung von Plönnies. 1715
(Querformat 42 cm × 28 cm)
Das Schloß Bensberg nach einer Zeichnung von Plönnies. 1715
(Querformat 42 cm × 28 cm)

## Architektur

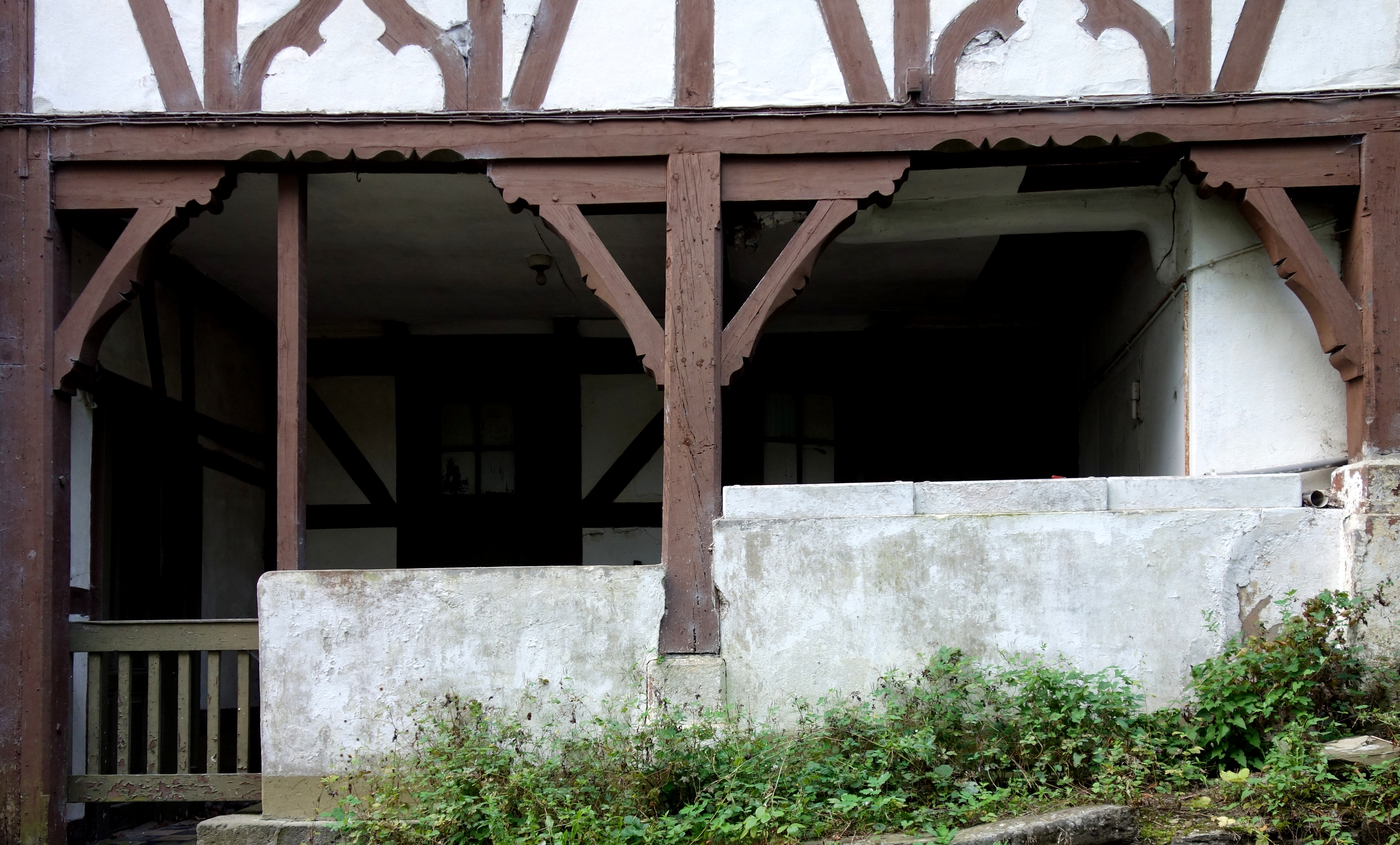
Fachwerkständer im Erdgeschoss des rechten Giebelhauses

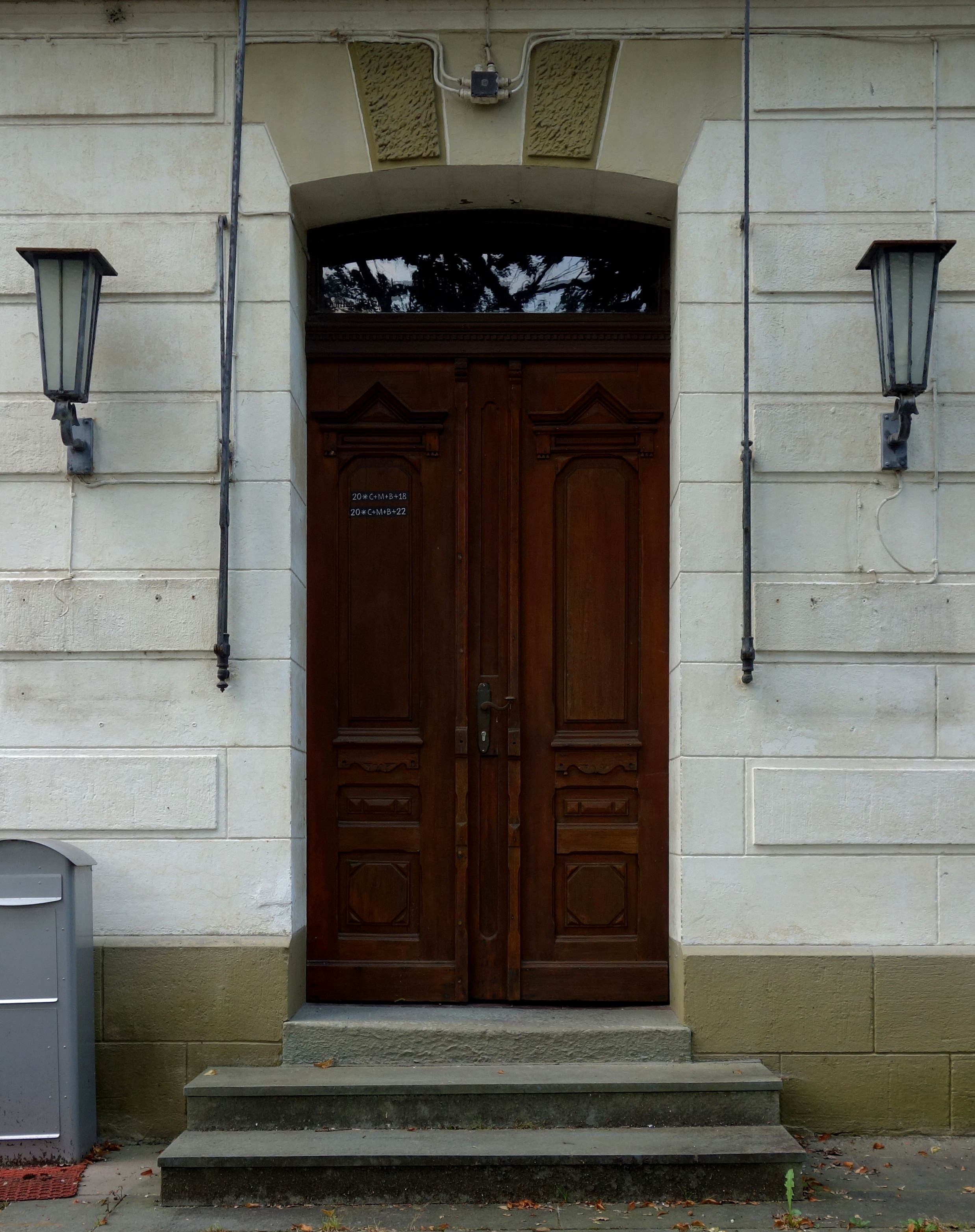
Eingangstür

Der freistehende Fachwerkbau besitzt im mittleren Teil zwei Geschosse und wird symmetrisch von zwei giebelständigen, zweiachsigen Eckflügeln flankiert. Das steinerne Erdgeschoss, aus dem sich der Name Felsenkeller ableitet, hat Stichbogenfenster und Rustika-Putzquaderungen. Im Erdgeschoss des rechten Giebelhauses befinden sich Fachwerkständer mit gebogenen Kopfbändern als Laube. Das Obergeschoss ist auf profilierten Schwellen ausgekragt. Die Fassaden sind durch achsensymmetrisch angeordnete Hochrechteckfenster gegliedert.
Die Fassade oberhalb des Erdgeschosses ist von Zierfachwerk in neugotischen Formen geprägt, was durch Mannfiguren, Andreaskreuze mit Nasen und Vierpass-Motive in der Traufzone des Mittelbaus zum Ausdruck kommt.
Über den beiden Giebelhäusern sind zwei weitere auskragende Geschosse errichtet. Das linke Giebelhaus trägt ein Schopfwalmdach und das rechte ein Satteldach. Der Mittelbau wird traufständig von einem Satteldach überspannt.
In das Haus gelangt man durch eine zweiflügelige beschnitzte Eichentür mit Oberlicht. Der Boden des Eingangsbereichs ist mit Ornamentfliesen versehen.
Zu dem Gebäudekomplex gehört auch die zwei Meter hohe so genannte Kronprinzengrotte am Felsenhang. Es handelt sich um einen Rundturm aus Stein, Ziegeln und Tuff mit einer Flachkuppel, dessen Dach als Aussichtspunkt gestaltet ist. Symbolisch steht der Turm für die Verbindung der Abtei Altenberg mit der Preußenzeit.

## Flutschäden und Sanierungspläne
Als 2021 die Dhünn über die Ufer trat, drangen in zahlreiche Räume des Felsenkellers Wassermassen ein und fügten dem denkmalgeschützten Bauwerk erheblichen Schaden zu. Noch im selben Jahr wurde mit Sanierungsmaßnahmen begonnen, die bis 2023 andauerten.
Für den zurzeit (2024) leer stehenden Felsenkeller war ursprünglich eine Verwendung als Wohnraum, Gaststätte und Sitz für den Altenberger Dombauverein geplant. Das Vorhaben wurde jedoch noch nicht verwirklicht, da die Dachdeckung des Mittelbaus undicht wurde und die Dachentwässerung sich als marode erwies, wodurch die Gefahr besteht, dass Nässe in den Dachraum eindringt und die Saaldecke gefährdet.